# Jean-Antoine Linck
Pour les articles homonymes, voir Linck.
Jean-Antoine Linck, né le 14 décembre 1766 à Genève et mort le 20 septembre 1843 dans la même ville, est un peintre et dessinateur.
Il est le fils de Jean-Conrad, émailleur et graveur genevois qui initie son apprentissage,. Il est ensuite formé par le graveur Carl Hackert, en compagnie de Wolfgang Adam Toepffer. En 1802, il ouvre son propre atelier à Genève, dans le quartier de Montbrillant. 
Ses œuvres, représentant les environs de Genève, la Savoie et les Alpes, sont inspirées de celles de Johann Ludwig Aberli et remportent un franc succès auprès notamment de Joséphine de Beauharnais, de Lucien Bonaparte et de Catherine II alors que le tourisme alpin se développe.
En collaboration avec Carl Hackert, il produit des vues de Genève et de ses environs destinées à la vente, comme celles des jardins de Plainpalais. En 1805, il dessine le château de Saint-Loup à Versoix, un édifice finalement démoli en 1953.

## Galerie

Lac de Chedde
Cascade de Pissevache